# Hasse Pavia Lind
Hasse Pavia Lind, danski lokostrelec, * 10. junij 1979. 
Sodeloval je na lokostrelskem delu poletnih olimpijskih igrah leta 2004, kjer je osvojil 19. mesto v individualni konkurenci.